# Jeong Yak-yong
Jeong Yak-yong, souvent simplement connu sous le nom de Dasan (다산, 茶山, la montagne du thé), est un des plus grands penseurs coréens, savant en sciences pratiques, philosophe, technologiste, écrivain, poète  de la dernière partie de la période de Joseon. Il est né le 5 aout 1762 dans le district de Namyangju et mort le 7 avril 1836. Il a écrit des livres de philosophie, de science et sur les théories de gouvernement. Haut fonctionnaire, il était un confident du roi Jeongjo (1752-1800) et a écrit des poèmes. Ses positions philosophiques le font appartenir à l'école du Silhak (l'apprentissage pratique), ses préoccupations suivent des thèmes néoconfucianistes. Il passa 18 ans de sa vie en exil à Gangjin (Jeolla du Sud) entre 1801 et 1818 à cause de son appartenance à la Faction méridionale (namin) et à cause du catholicisme de son frère ainé.

## Biographie
Il fait partie des Jeong de Naju, la ville du Jeolla du Sud dont son clan est originaire. À sa naissance, il reçoit le nom de courtoisie de Gwinong (歸農) puis de Miyong (미용, 美庸) et Songbu. À part Dasan, il a utilisé aussi d'autres noms de plume : Saam (사암, 俟菴), Tagong (탁옹, 籜翁), Taesu (태수, 苔叟), Jahadoin (자하도인, 紫霞道人), Cheolmasanin (철마산인, 鐵馬山人) et  Yeoyudang (與猶堂, le nom de sa maison). Mundo (문도, 文度) est son pseudonyme pour la poésie.
Chaque génération de la famille de Dasan a obtenu des postes à la cour royale depuis le premier d'entre eux, Jeong Ja-geup (1423-1487) jusqu'aux derniers, Jeong Si-yun (1646-1713) et Jeong Do-bok (1666-1720) qui perdent leur pouvoir en 1694 car leur famille faisait partie de la faction des méridionaux.
Dasan nait en 1762. C'est l'année où le prince Sado est exécuté sous les ordres de son père le roi Yongjo. Le père de Dasan est tellement choqué qu'il démissionne de son poste de maire de Jinju pour retourner dans ses domaines du village de Mahyeon. C'est pour cela que Dasan reçoit le surnom de Gwinong (retour à l'agriculture) et qu'il obtient une éducation profonde de la part de son père.

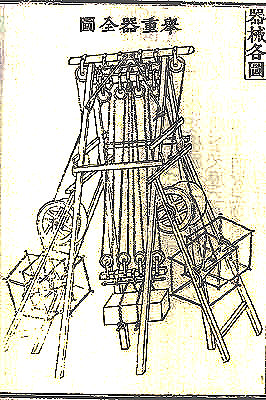
Une grue développée par Jeong Yak-yong pour la construction de la forteresse de Hwaseong.

À 14 ans, il épouse Hong Hwabo et déménage à Séoul où il fait la connaissance des textes de Yi Ik (1681-1764), un maitre à penser du silhak, un mouvement prônant des réformes sociales pour s'adapter aux rapides changement de la société. Il passe ses examens (chinsagwa) en 1783 ce qui lui permet d'entrer à l'académie confucéenne nationale (Seonggyunggwan) où l'objectivité de ses réponses impressionne le roi Jeongjo. En 1789, il passe avec brio l'examen du daegwa et obtient une place au bureau des décrets royaux en même temps que cinq autres membres de la faction des méridionaux. Cette montée en puissance inquiète les partisans de la vieille école (noron) qui réalisent rapidement à quel point ceux-ci sont influencés par les idées du silhak mais aussi par le catholicisme.
Au service du roi, Dasan est d'abord chargé de superviser la construction de la forteresse de Hwaseong, un bâtiment devant servir à abriter les restes du père du roi Jeongjo, le prince Sado. Il y utilise une architecture et des techniques nouvelles, prenant inspiration dans des sources européennes, chinoises et japonaises. Il est ensuite inspecteur royal secret dans le Gyeonggi pour des affaires de corruption. À partir de 1795, les tensions entre les factions devenant plus grandes et alors que ses ennemis l'accusent de soutenir les catholiques, il accepte des postes en province, d'abord à Kumjong puis à Koksan dans le Hwanghae.

## L'exil

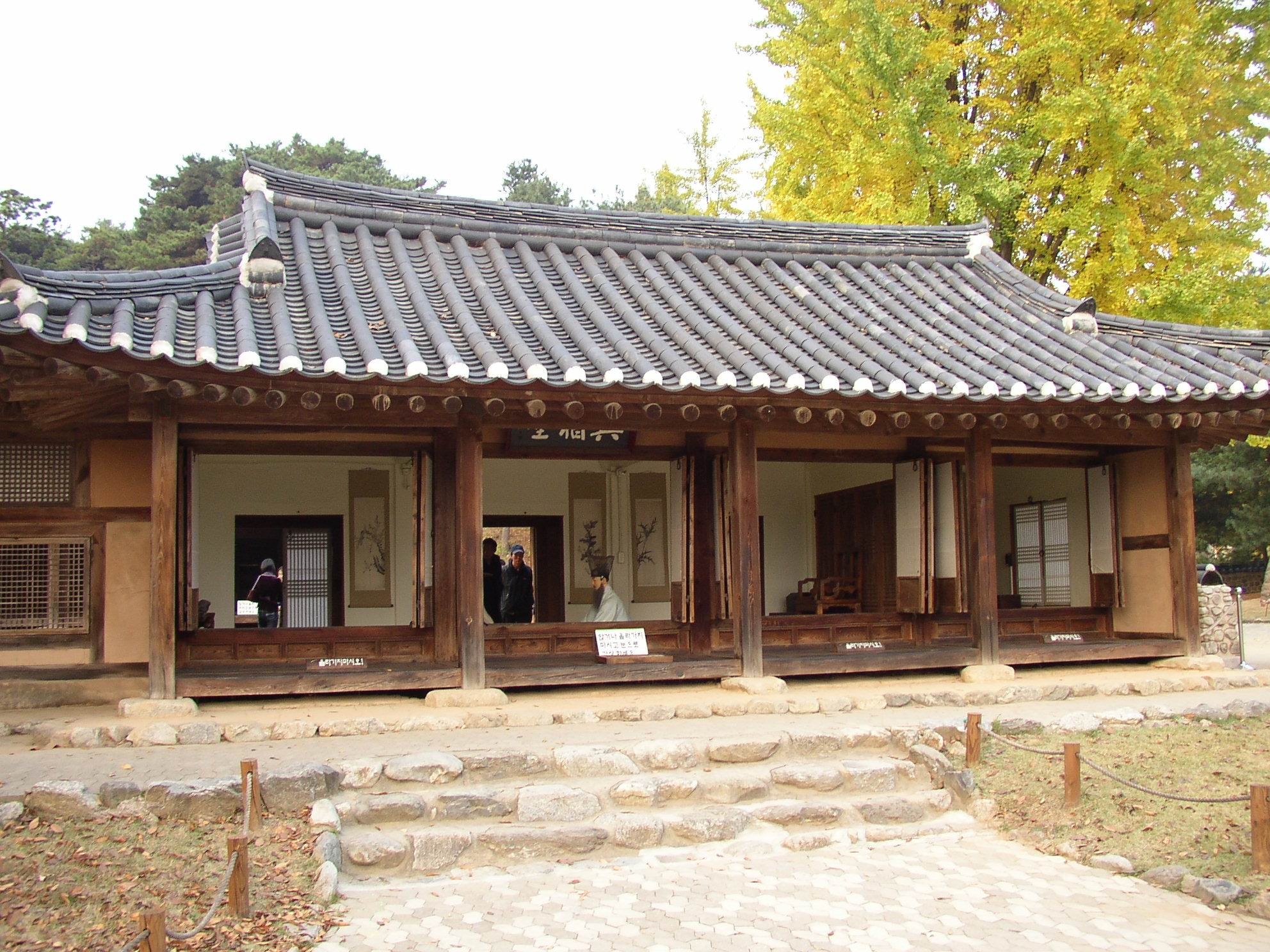
Yeoyudang, la maison familiale.

Pendant l'été 1800, le roi Jeongjo meurt subitement et sa veuve, la reine douairière Jeongsun assure la régence. Appartenant au clan des Kim de Gyeongju et à la faction de la vieille école, elle s'oppose aux réformistes et aux catholiques, considérés comme des traitres et des ennemis de l'état. Au printemps de 1801, le frère de Dasan, Jeong Yak-jong, un dirigeant de la nouvelle communauté catholique, est arrêté et exécuté tout comme son fils Jeong Cheol-sang. Dasan est envoyé à la forteresse de Janggi à Pohang. Interrogé et torturé, il est reconnu comme n'étant pas catholique et a droit à la vie sauve. Cependant, il doit s'exiler à Gangjin, tout d'abord dans une petite taverne. Il fait alors la connaissance de la vie des paysans démunis et de leur persécution. Cette expérience a un profond impact sur son œuvre. Ensuite, à partir de 1808, il peut s'installer dans une maison dominant le port de Gangjin et sa baie. Le nom de la colline était Dasan (la montagne du thé) et c'est de la qu'il tire son nom de plume pour les œuvres qu'il a écrites dans son exil. Entouré d'étudiants qui logeaient dans une maison proche de la sienne, il est alors très prolifique, écrivant 500 livrets. Il se concentre d'abord sur « le classique des changements » (Yi Jing), rédigeant le « Chuyeoksajeon » en 1808. Il continue en 1809 par une réflexion sur « les classiques de la poésie ». Il publie ses travaux les plus importants à son retour d'exil : « Heumheumsinseo » (1819) sur la jurisprudence, « Aeongakbi » (1819) sur la linguistique, « Sadekoryesanbo » (1820) sur la diplomatie, « Mokminsimseo » (목민심서, 牧民心書)  sur l'art de gouverner et « Gyeongsesiryeong » (1822) sur l'administration. Il écrit également un livre sur le traitement de la rougeole et de la variole, « Magwahwetong ». Même s'il est autorisé à revenir vivre dans sa maison familiale près de Séoul, il ne parvient pas à retrouver une place au service du gouvernement. Il continue d'écrire, utilisant cette fois le pseudonyme de Yeoyudang, le nom de sa maison d'alors. Il meurt au printemps 1836, à son soixantième anniversaire de mariage. Les sources principales pour sa biographie sont deux versions de son épitaphe, « Jachan myojimyeong », et « Saam seonsaeng yeonbo », une chronologie composée par son arrière-petit-fils, Jeon Gyu-yeong.
A Namyangju, sa tombe et le Yeoyudang, sa maison natale, ont été préservés. 

A Gangjin, le Dasan Chodang a été classé site historique n° 107 ; il existe aussi un musée en son honneur. 

## Thèses

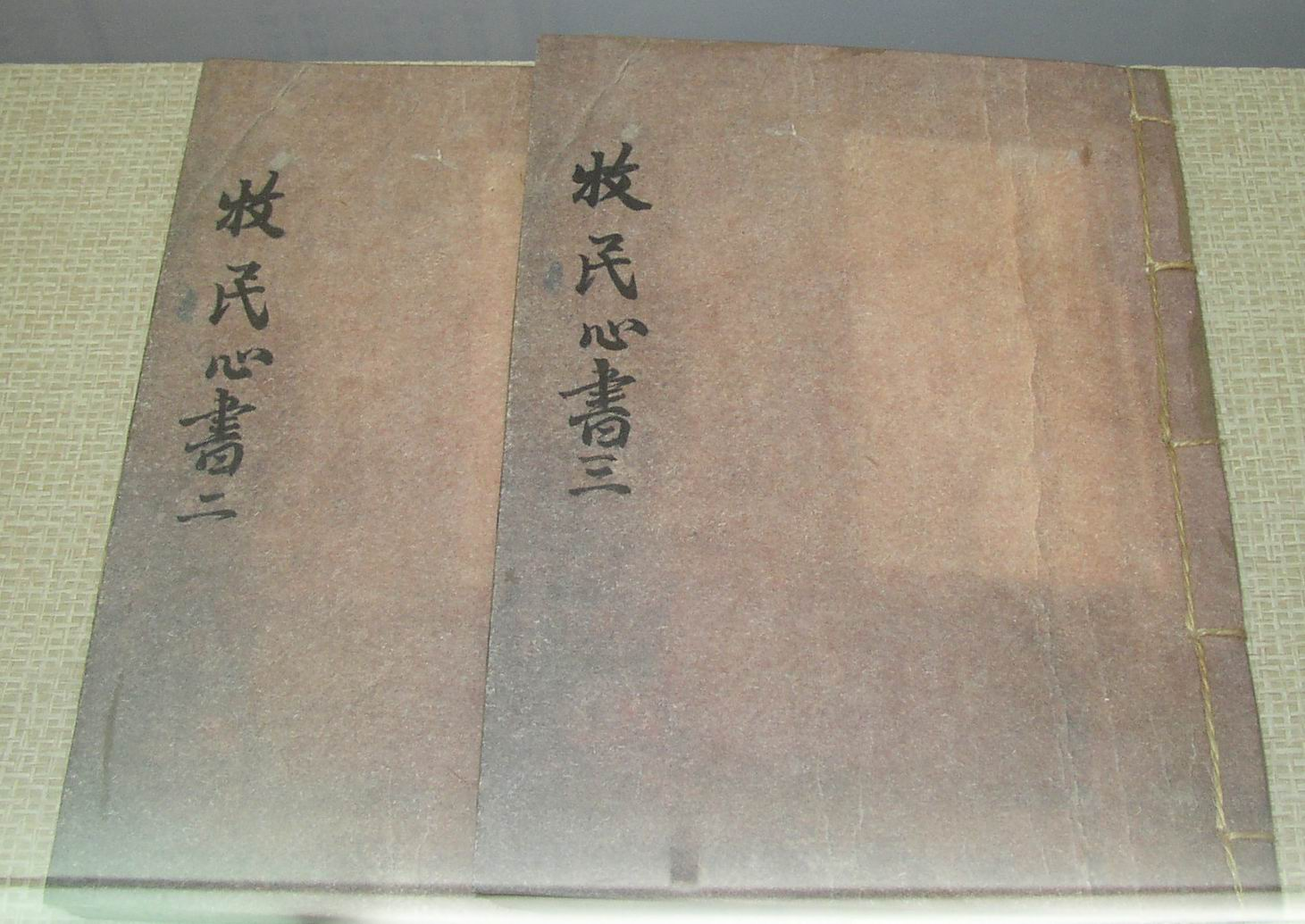
« L'art de gouverner » (목민심서)

Dasan est connu pour avoir synthétisé les pensées néoconfucianistes du milieu de la période Joseon. Pour cela, il a écrit sur les lois, la théorie politique et les classiques du confucianisme coréen. Il a essayé de retrouver une connexion directe avec la pensée originale de Confucius. Il a appelé ce retour aux sources le susa (수사, 洙泗), en référence aux deux fleuves qui coulent dans le pays de Confucius.
Au niveau de la gouvernance, Dasan pensait que le gouvernement et l'administration devaient jouer un rôle important dans la lutte contre la pauvreté. Il souligne l'importance pour les dirigeants de gouverner le peuple avec intégrité et justice. Au service de cette idée, il critique les penseurs contemporains qui s'engagent dans des débats trop théoriques et demande que les examens pour le service civil national (gwageo) soient adaptés en conséquence.

## Œuvre traduite
- L'art de gouverner, traduit par Philippe Thiebault, Autre temps, 2007. (목민심서).  (ISBN 9782845212978).